# Étienne de Lancy
Étienne de Lancy, ou sous sa forme anglicisée Stephen DeLancey, né le 24 octobre 1663 à Caen en Normandie, mort le 18 novembre 1741 à New York, est une figure majeure de la vie du New York colonial. Ses enfants auront également une grande influence sur la colonie jusqu'à la révolution américaine, date à laquelle la famille, restée fidèle à la couronne britannique quitta la province.

## Biographie

Armes de la maison de Lancy.

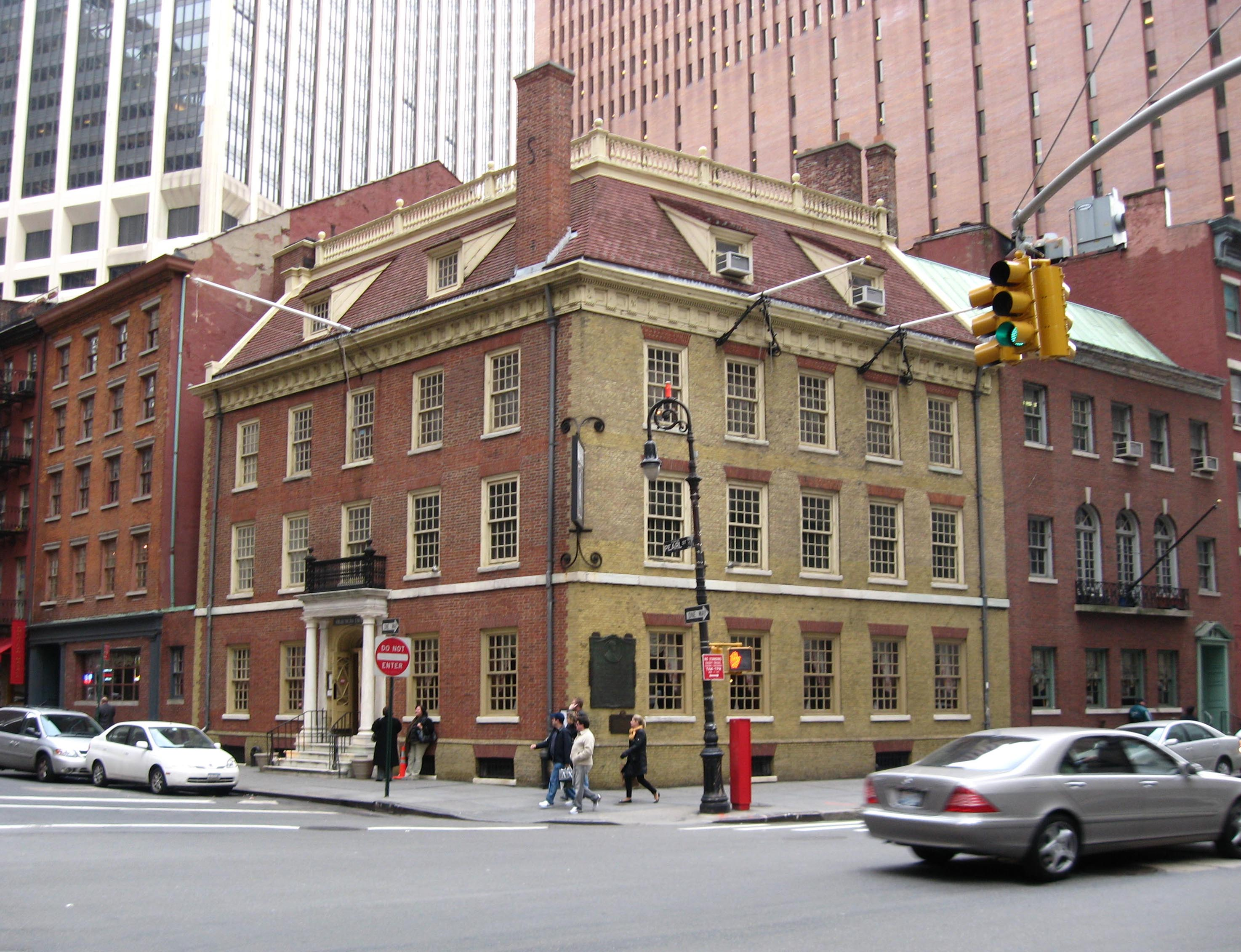
La maison de Lancy au 54, Pearl Street à New York.

Il nait à Caen le 24 octobre 1663, fils unique de Jacques de Lancy et de Marguerite Bertrand, une famille de petite noblesse normande. Bien que de confession protestante, elle a servi la couronne française comme administrateurs et à diverses petites charges pendant plus de deux siècles. 
En 1686, Étienne de Lancy fut obligé de fuir les persécutions perpétrées par les catholiques à la suite de la révocation de l'édit de Nantes du 18 octobre 1685 et qui vit près de deux cent mille huguenots fuir le royaume. Il partit d'abord pour Rotterdam avec une partie des bijoux de famille donnés par sa mère et cousus dans ses vêtements puis en Angleterre, où il obtint sa naturalisation par un Act of Denization du roi Jacques II le 3 mars 1686.
Peu après, il partit pour les colonies anglaises d'Amérique, débarquant dans la ville de New York le 6 juin 1686. Un mois plus tard, il obtint de nouvelles lettres de naturalisation de New York par gouverneur Dongan et le, 9 septembre 1687, il prêta le serment d'allégeance à la couronne britannique conformément au Colonial Act de 1683. Il anglicise alors son nom en Stephen DeLancey. Il revend une partie des bijoux de famille pour 300 livres anglaises et devient marchand.
Le 23 janvier 1700, Delancey épousa Anne van Cortlandt. À l'été 1700, Delancey commença la construction d'une maison au 54, Pearl Street dans la ville de New York, sur un terrain donné à sa femme par son père comme cadeau de mariage au jeune couple. La maison qui sera revendue, en 1762, aux enchères par ses héritiers à Samuel Fraunces, qui la reconvertira en auberge sous le nom de Queen Charlotte Tavern existe toujours aujourd'hui sous le nom de Fraunces Tavern.
Delancey va devenir l'un des commerçants les plus riches de la colonie avec son célèbre grenier, entrepôt et magasin de détail, connu de tous comme « Delancey et Cie ». Pendant la deuxième guerre intercoloniale (ou guerre de la reine Anne), des lettres de marque contre les Français lui servirent de couverture pour commercer avec les pirates de la mer Rouge. Dans les années 1730, il était devenu si prospère qu'il eut les moyens de se faire construire un grand manoir sur Broadway, juste au-dessus de la Trinity Church. Le manoir fut démoli en 1792 pour construire le City Hotel sur le site de l'actuel Boreil Building.
Stephen Delancey joua un rôle actif dans la vie de la ville, siégeant comme alderman pendant plusieurs années, et membre de l'Assemblée provinciale de New York ainsi que du Conseil du gouverneur. On lui sait également gré d'avoir offert sa première horloge publique et son premier camion de pompiers à la ville. Au moment de sa mort, le 18 novembre 1741, l'ancien immigrant Étienne de Lancy laissait une fortune évaluée à plus de 100 000 £ (environ 18 millions de dollars actuels).

## Famille
Le 23 janvier 1700, Delancey épousa Anne van Cortlandt, troisième enfant du Chief Justice de la province de New York Stephanus Van Cortlandt et de son épouse Gertrude Schuyler. Ils eurent dix enfants dont cinq atteignirent l'âge adulte : trois garçons (James (1703-1760), Peter (1705-1770) et Oliver (1708-1785)) et deux filles (Susannah et Anne), tous mariés et avec de la descendance.
James devint le Chief Justice de la Cour suprême de la province de New York, en plus de servir comme Lieutenant-gouverneur de la colonie (une rue de Manhattan, la Delancey Street, est nommée d'après lui). Peter devint un marchand, faisant fonctionner un grand moulin dans ce qui est maintenant le Bronx, et siégea à l'Assemblée provinciale de New York pendant de nombreuses années. Oliver, aussi marchand, devint général de brigade dans la British Army durant la révolution américaine.
Suzanne de Lancey (1707-1771), épousa l'amiral et lord Warren et Anne de Lancey épousa, quant à elle, John Watts, un éminent homme d'affaires de l'époque.

## Source
- (en) Cet article est partiellement ou en totalité issu de l’article de Wikipédia en anglais intitulé « Stephen Delancey » (voir la liste des auteurs).